# María de la Cabeza Ruiz Solás
María de la Cabeza Ruiz Solás, née le 13 septembre 1970, est une femme politique espagnole membre de Vox.

## Biographie
Lors des élections générales anticipées du 28 avril 2019, elle est élue députée au Congrès des députés pour la XIIIe législature  dans la circonscription de Madrid. Elle est réélue lors des élections générales anticipées du 10 novembre 2019 pour la XIVe législature.